# Riccardia philippinensis
Riccardia philippinensis är en bladmossart som beskrevs av Furuki. Riccardia philippinensis ingår i släktet flikbålmossor, och familjen Aneuraceae. Inga underarter finns listade i Catalogue of Life.